# Toni Schönecker
Toni Schönecker (1893-1979) est un artiste allemand des Sudètes. Il a travaillé comme peintre, fresquiste, aquarelliste, dessinateur, illustrateur, graveur, lithographe, photographe et sculpteur. 

## Biographie
Toni Schönecker naquit à Falkenau an der Eger (aujourd'hui Sokolov), alors en Autriche-Hongrie (aujourd'hui en Tchéquie). Fils d'un menuisier, il y termina en 1910 une formation de trois ans de photographe commencée en 1907. 
Suivirent des années d'errance avec des séjours à Presbourg, Bruxelles, Berlin et Munich, jusqu'à ce qu'il obtinsse en 1913 un poste fixe à l'Institut royal impérial d'enseignement et d'essai des arts graphiques (de) à Vienne. En 1914, il fut appelé sous les drapeaux. Après la Première Guerre mondiale, il commença à travailler chez le photographe de la cour royale bavaroise Franz Grainer (en) à Munich. De 1919 (inscription le 31 mai 1919) à 1923, il étudia à l'Académie des Beaux-Arts de Munich, entre autres auprès de Hermann Groeber. Il gagna sa vie en tant qu'illustrateur sportif pour différentes maisons d'édition, par exemple pour les éditions de montagne Rudolf Rother, pour Velhagen & Klasing à Leipzig, pour J. Steinbrener (de) à Schärding et pour la maison d'édition Karl Adam Kraft à Carlsbad (plus tard à Augsbourg) ainsi que, par exemple, dans le magazine Simplicissimus. À cette époque, il réalisa également de nombreuses photos et dessins d'alpinistes, de grimpeurs et de montagnes marquantes des Alpes.
En 1924, Toni Schönecker retourna dans sa ville natale de Falkenau et travailla comme artiste indépendant.
En 1940, ses œuvres furent présentées à la Grande exposition d'art allemand qui se tint à la Maison de l'art allemand de Munich. En 1944, à 50 ans, il fut de nouveau appelé sous les drapeaux.
Après la Seconde Guerre mondiale, il vécut et travailla en tant qu'artiste indépendant de 1946 à 1949 à Partenkirchen, puis jusqu'en 1951 à Klais et à partir de 1953 à Wangen im Allgäu, où il avait un atelier dans la porte de Lindau.
Toni Schönecker mourut le 2 novembre 1979 à Wangen im Allgäu.

## Illustrations photographiques et picturales (liste non exhaustive)
- Gustav Goes (de) : Im Wunderreiche des Bergkönigs: Ein Märchenbuch. Verlagsanstalt Hermann Klemm, Berlin-Grunewald 1922.
- Gustav Goes: Märchengeister: Märchen. Verlagsanstalt Hermann Klemm, Berlin-Grunewald 1923.
- Carl Joseph Luther, Paul Weidinger: Der Skikurs: Ein Vers- u. Bilderbuch. Bergverlag R. Rother, München 1925.
- George Helfrich : Die Dame auf Schlittschuhen. Bergverlag R. Rother, München 1926.
- Carl Joseph Luther : Skiläufer: Skihaserl, Kanuten, Kraxler und anderes Volk; Wie sie Toni Schönecker zeichnet. Bergverlag R. Rother, München 1933 (Erstauflage).
- Gustav Jungbauer (de) (Hrsg.): Egerländer Volkslieder. Verlag Walter de Gruyter, Berlin/Leipzig 1937.
- Alfred Görgl; Richard Paulus (Hrsg.): Leuchtende Welt: Gedichte. Werkstätte für Schriftkunst, Prag/Verlag Franz Kraus. Reichenberg 1939.
- Volkserbe der Sudetendeutschen (Zweiteiliges Werk). Bastei-Verlag Dresdner Akzidenzdruckerei, Dresden 1939/1940.
- Karl Springenschmid (de) : Engel in Lederhosen. Lachende Geschichten aus den Bergen Tirols. Karl Adam Kraft Verlag, 1959.
- Paul Oskar Höcker: Wintersport, 1929

## Galerie

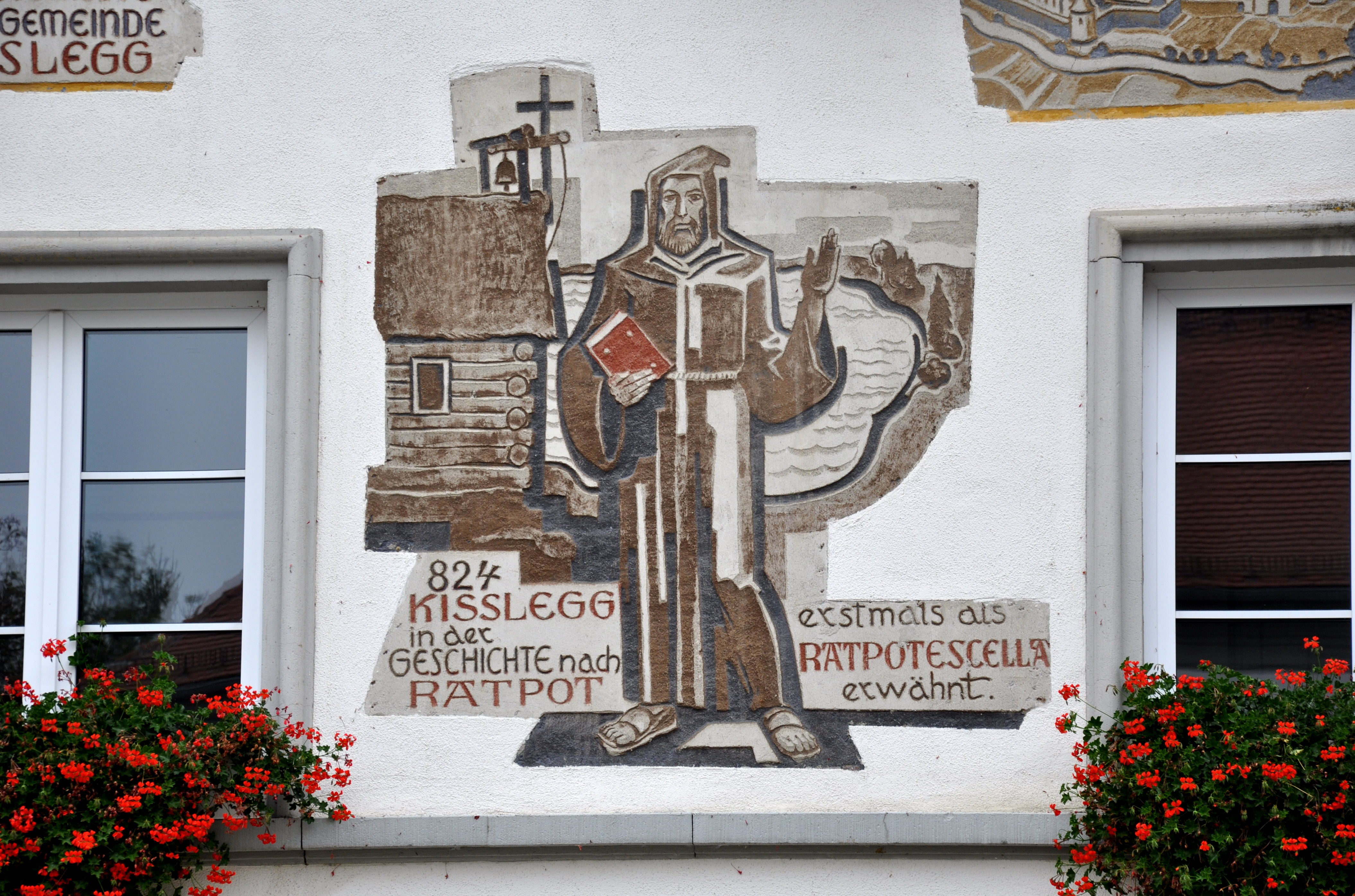
Kißlegg, hôtel de ville, sgraffite (1974) sur l'histoire de Kißlegg
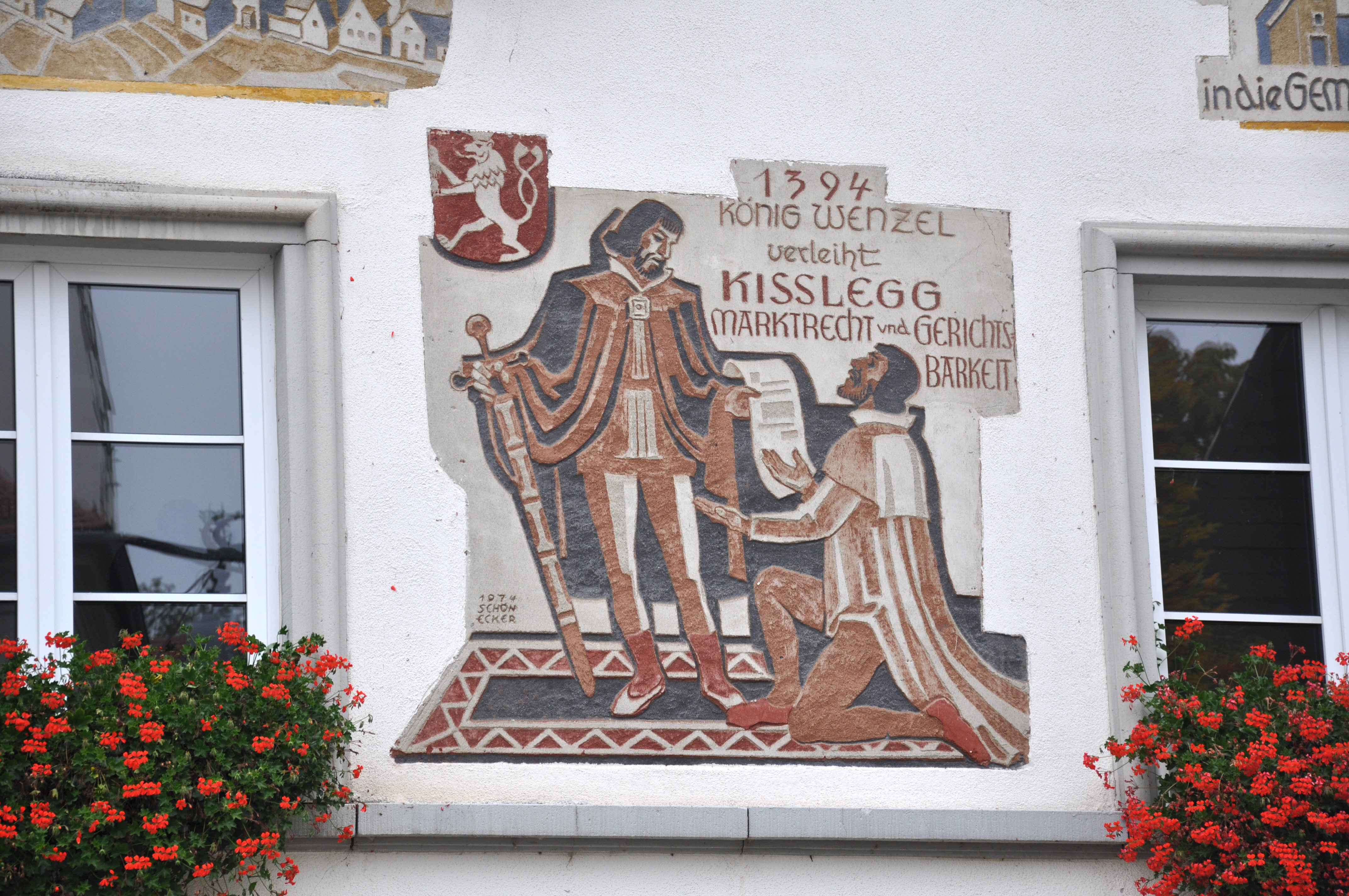

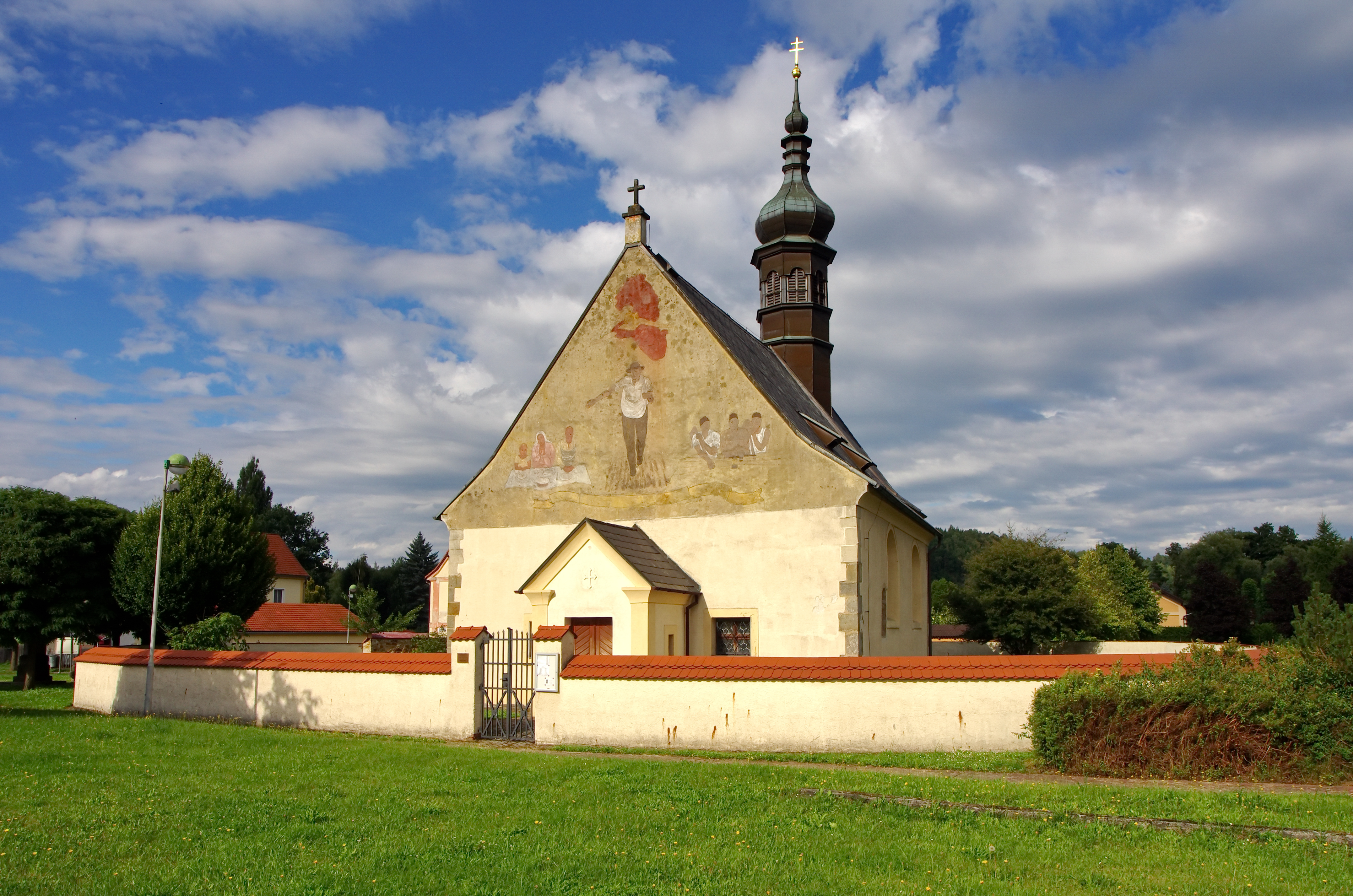
Église Sainte Cunégonde (Královské Poříčí)
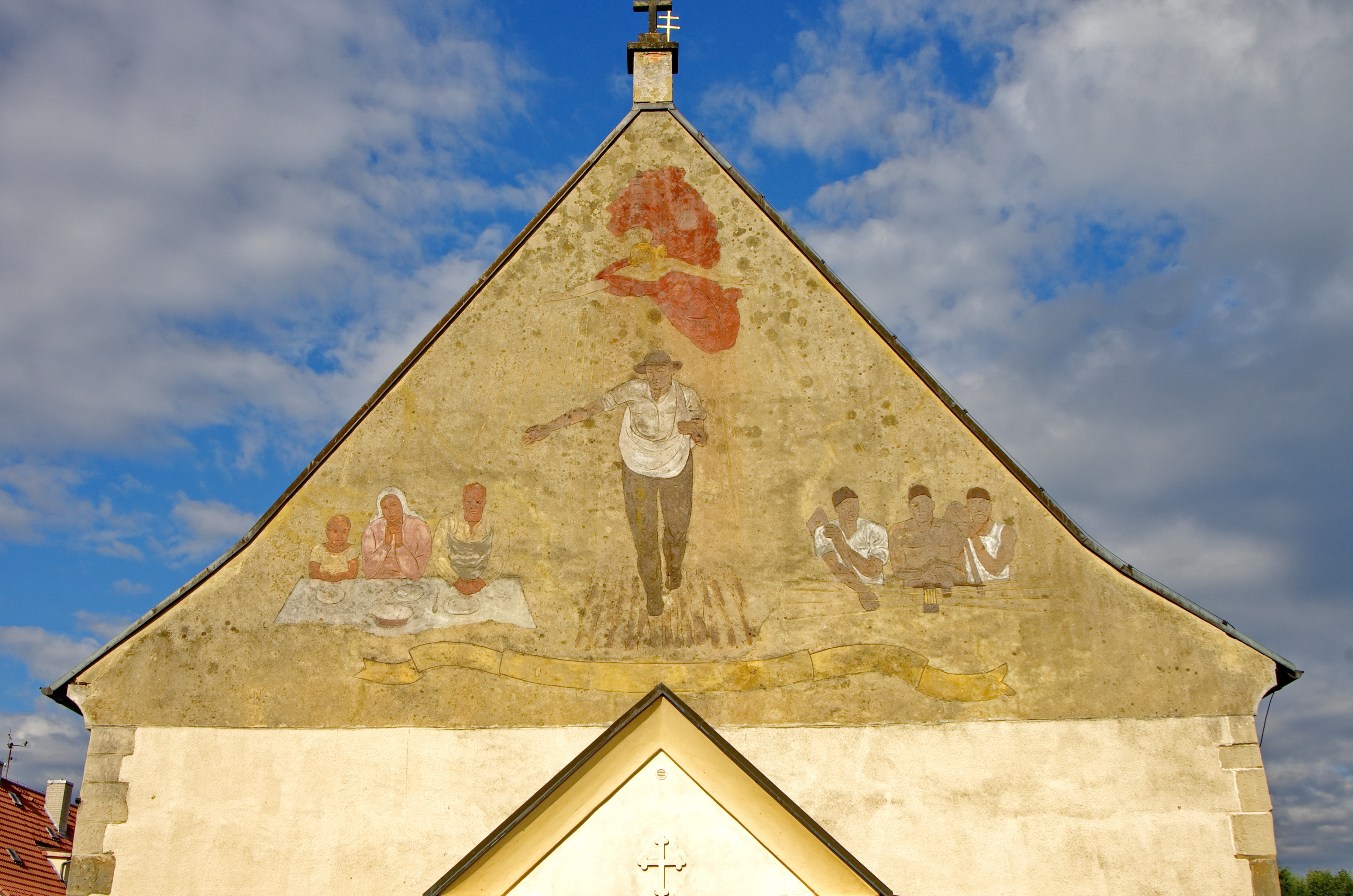

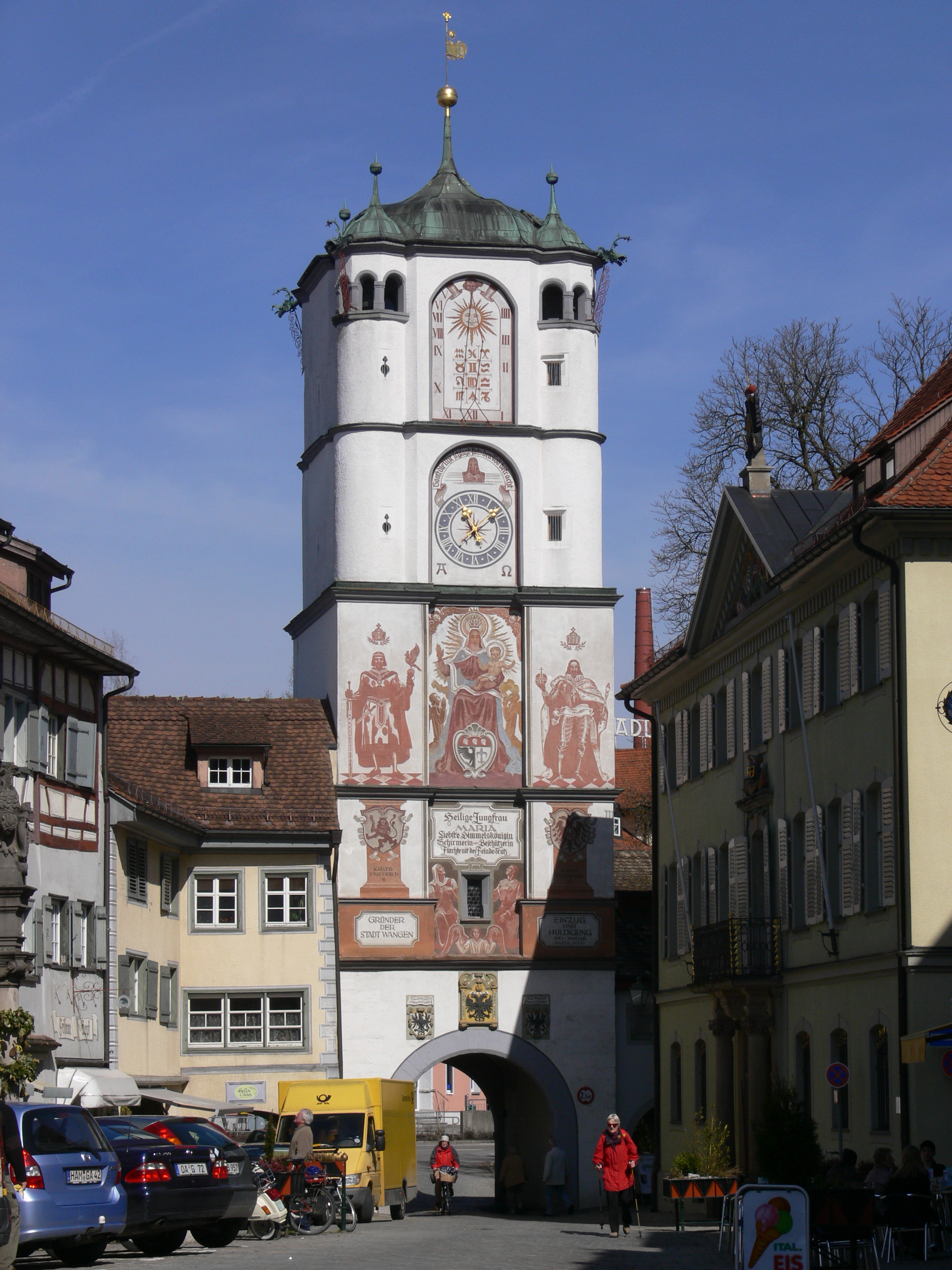
La porte des Dames
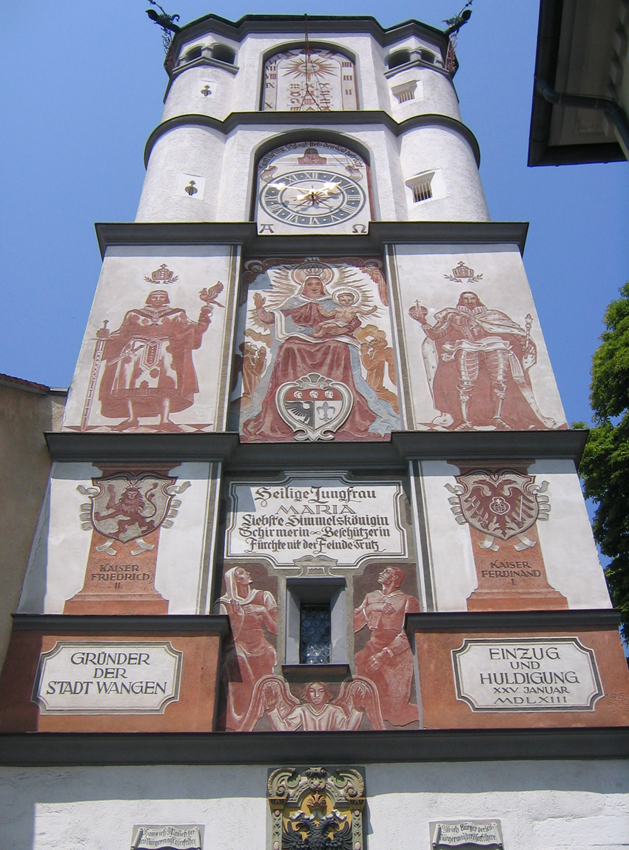